# Małe Siodło
Małe Siodło (ok. 1155 m) – przełączka w zachodniej części słowackich Tatr Bielskich pomiędzy Niżnimi Kominami (ok. 1785 m) a wschodnim wierzchołkiem Małego Wierchu (1177 m). Porośnięte lasem zachodnie stoki opadają do Nowego Potoku. Znajduje się w nich szeroka depresja, w dolnej części zwężająca się i kończąca w środkowej części Nowego Kanionu. Wschodnie stoki opadają do Nowego Żlebu. W górnych częściach tych depresji, około 20 m poniżej szczytu Małego Siodła znajdują się kotły. 
Rejon przełęczy to porośnięty lasem wąski grzbiet. Tylko do depresji w zachodnim stoku przełęczy opada Z zachodniego wierzchołka Małego Wierchu skalisty pas ścianek. Przez przełęcz prowadzi ścieżka łącząca Nową Dolinę z Doliną Hawranią.